# Спортни Парк (Нова Гориця)
Спортни Парк Нова Горица (словен. Športni park Nova Gorica) — багатоцільовий спортивний комплекс у Новій Гориці, Словенія. Наразі використовується в основному для футбольних матчів і є домашньою ареною футбольного клуба Горица. Стадіон був побудований в 1964 році й вміщує 3 100 глядацьких місць.

## Міжнародні матчі
| Дата           | Змагання    | Суперник  | Результат | Відвідуваність |
| -------------- | ----------- | --------- | --------- | -------------- |
| 12 лютого 2003 | товариський | Швейцарія | 1–5       | 3500           |
| 6 лютого 2008  | товариський | Данія     | 1–2       | 2000           |